# Drăguș, Brașov

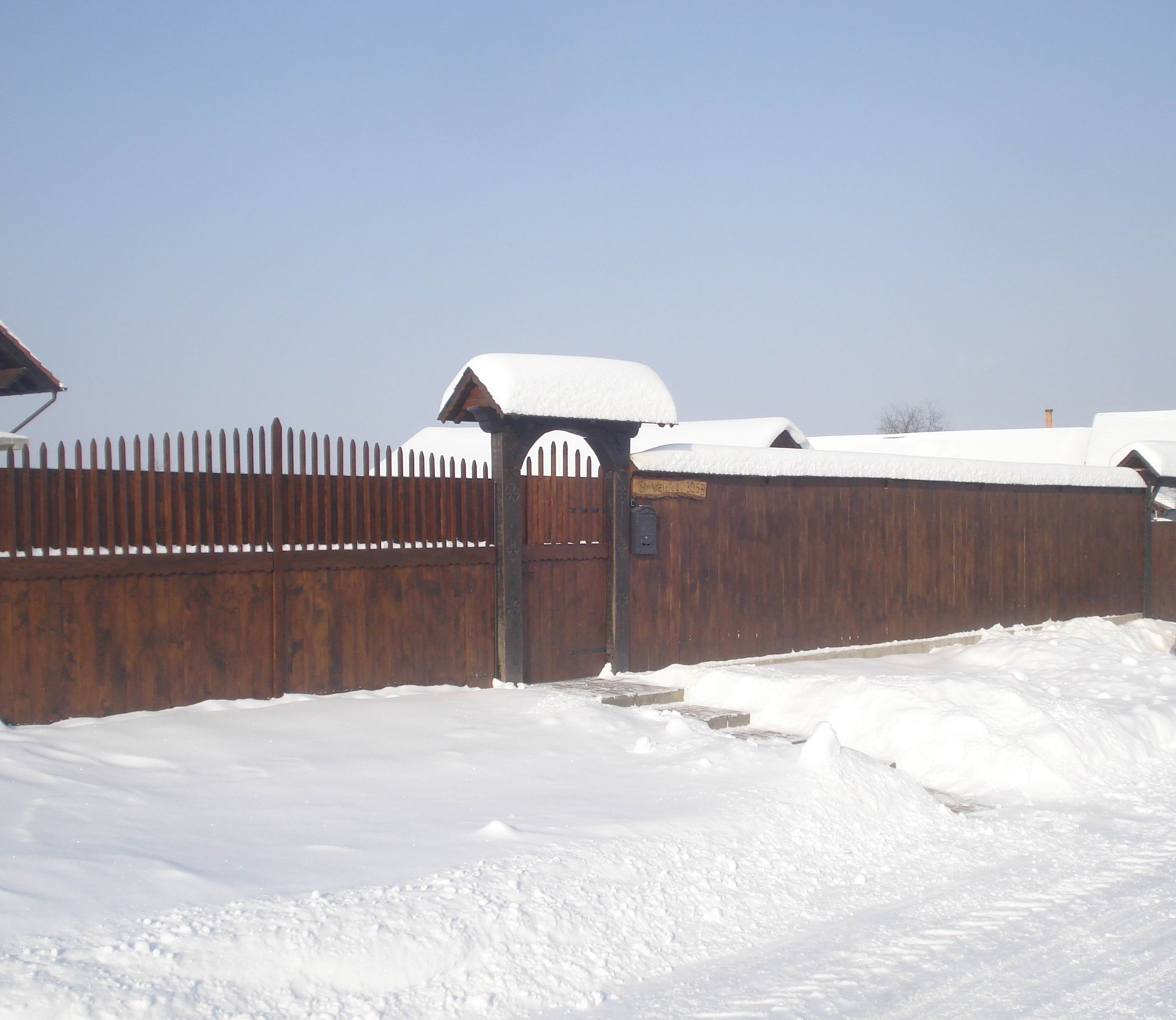
Poartă din Drăguș cu motive tradiționale

Drăguș (în germană Drachendorf) este o comună în județul Brașov, Transilvania, România, formată numai din satul de reședință cu același nume.

## Demografie
Componența etnică a comunei Drăguș
     Români (93,72%)
     Alte etnii (0%)
     Necunoscută (6,28%)
Componența confesională a comunei Drăguș
     Ortodocși (92,89%)
     Alte religii (0,41%)
     Necunoscută (6,69%)
Conform recensământului efectuat în 2021, populația comunei Drăguș se ridică la 971 de locuitori, în scădere față de recensământul anterior din 2011, când fuseseră înregistrați 1.162 de locuitori. Majoritatea locuitorilor sunt români (93,72%), iar pentru 6,28% nu se cunoaște apartenența etnică. Din punct de vedere confesional, majoritatea locuitorilor sunt ortodocși (92,89%), iar pentru 6,69% nu se cunoaște apartenența confesională.

## Politică și administrație
Comuna Drăguș este administrată de un primar și un consiliu local compus din 9 consilieri. Primarul, Tiberiu-Ionuț Poparad[*], de la Partidul Social Democrat, este în funcție din 1 noiembrie 2024. Începând cu alegerile locale din 2024, consiliul local are următoarea componență pe partide politice:
|  | Partid                          | Consilieri | Componența Consiliului | Componența Consiliului | Componența Consiliului | Componența Consiliului | Componența Consiliului |
|  | ------------------------------- | ---------- | ---------------------- | ---------------------- | ---------------------- | ---------------------- | ---------------------- |
|  | Partidul Social Democrat        | 5          |                        |                        |                        |                        |                        |
|  | Partidul Național Liberal       | 2          |                        |                        |                        |                        |                        |
|  | Alianța Dreapta Unită           | 1          |                        |                        |                        |                        |                        |
|  | Alianța pentru Unirea Românilor | 1          |                        |                        |                        |                        |                        |

## Istorie

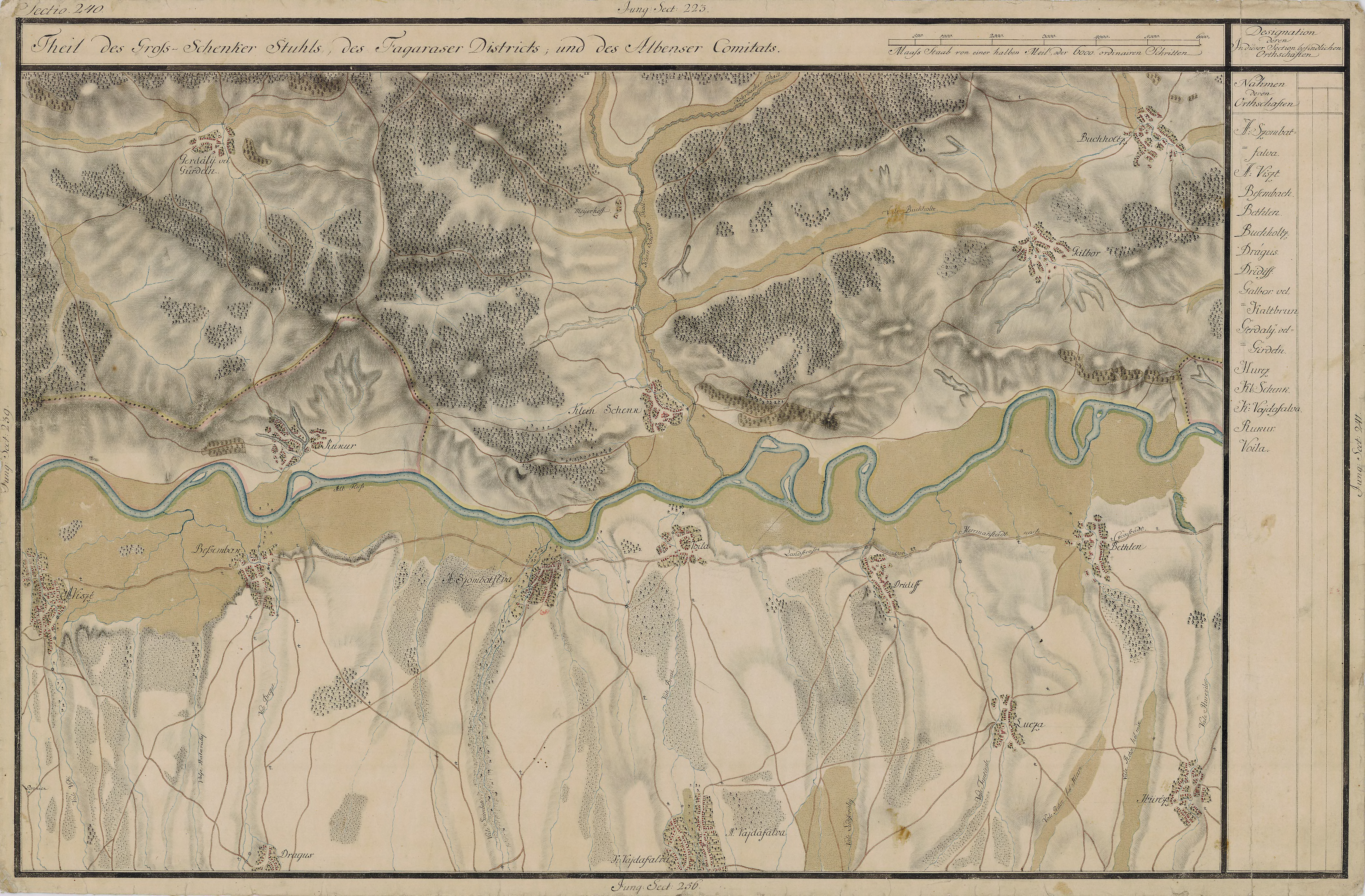
Drăguș în Harta Iosefină a Transilvaniei, 1769-1773

În anul 1733, când episcopul român unit cu Roma Inocențiu Micu-Klein a organizat o conscripțiune în Ardeal, în satul românesc Drăguș (ortografiat: Dragus), au fost recenzate un număr de 120 de familii. Cu alte cuvinte, în Drăgușul anului 1733, trăiau circa 600 de persoane. Din registrul aceleiași conscripțiuni, mai aflăm numele preoților din sat: Miklos (Nicolae), care era greco-catolic, precum și Iuon senior, Rad, Iuon, Rad 2, Georgie, care erau ortodocși. În localitate funcționa o biserică.

## Monumente
- Biserica ortodoxă „Adormirea Maicii Domnului” (1896)[11], renovată în perioada 1996 - 2007;
- Biserica greco-catolică, „Sf. Gheorghe” (1835)[11], retrocedată în 1993; renovată în perioada 1994 - 2007.

## Personalități
- Ion Codru-Drăgușanu (1817[12] - 1884), scriitor român, călător, vicecăpitan (echivalent cu subprefect) al comitatului Făgăraș, a fost fiu al satului Drăguș, bunic dinspre mamă al lui Ion Rațiu.
- George Jurgovan (1889 - 1939), deputat în Marea Adunare Națională de la Alba Iulia 1918

## Turism
O bază turistică, situată la Moțul Drăgușului(la sud de satul Drăguș) a fost deschisă la începutul sezonului de iarnă 2009 - 2010. Este vorba de o pârtie de schi, luminată nocturn, dotată cu instalație teleschi și cu tunuri pentru obținerea zăpezii artificiale, precum și de Pensiunea „Casa Zmeilor” (și în germană: „Drachenhaus”), care a primit numele de la traducerea în limba română a denumirii satului Drăguș în limba germană, Drachendorf („satul Zmeilor”), denumire pe care o găsim în Harta Iosefină.
Între timp, baza turistică s-a îmbogățit cu tiroliene și cu noi pensiuni, printre care Căsuța din Pădure.

## Primarii comunei
- 2004[15] - 2008 - Pop Vasile, Independent
- 2008[16] - 2012 - Sucaciu Gheorghe, de la PDL
- 2012[17] - 2016 - Sucaciu Gheorghe, de la PDL
- 2016[18] - 2020 - Greavu Cornel, de la PNL
- 2020[19] - 2024 - Greavu Cornel, de la PNL